# Atelopus zeteki
La rana dorada de Panamá (Atelopus zeteki) es una especie pequeña de anfibio anuro de la familia Bufonidae (los sapos típicos), la cual es endémica de Panamá, específicamente de El Valle de Antón y del parque nacional Altos de Campana, provincias de Coclé y Panamá Oeste, estando actualmente en peligro crítico de extinción.
El macho adulto tiene medidas de 35 a 40 milímetros, con un peso de 3 a 5 gramos. La hembra adulta oscila entre los 45 y 55 milímetros y los 4 a 7 gramos de peso. Viven en bosques tropicales y húmedos en las cercanías de montañas, en especial asociadas a arroyos, donde el macho puede crecer hasta 48 milímetros y exhibir un peso de 12 gramos, y las hembras 63 milímetros y hasta 15 gramos.  
Ha sido considerada como una subespecie A. varius, pero ahora se considera generalmente como una especie separada. La IUCN la cataloga como especie en peligro crítico de extinción. Individuos de la especie han sido recolectados para reproducirse en cautiverio en un intento por preservar la especie.

## Comportamiento
Las ranas doradas de Panamá se comunican mediante un lenguaje corporal. La rana dorada parece socializarse con otras ranas usando sonidos guturales y movimientos de las manos. Estos movimientos fueron investigados por un grupo de herpetólogos y parecen usarse para diversas situaciones sociales, desde encuentros amistosos a hostiles. Se usaba una rana artificial que realizaba movimientos de las manos, y tras repetirlo, la auténtica rana atacaba.
La esperanza de vida de la rana dorada panameña es de 12 años. Este sapo es inusual porque se comunica mediante una forma de semáforo, saludando a los rivales y posibles compañeros, además de los sonidos más comunes entre las ranas. Se cree que esta adaptación evolucionó en la rana dorada panameña debido al ruido de los rápidos arroyos que formaban su hábitat natural. El macho tiende a permanecer cerca de los arroyos donde ocurre la reproducción, mientras que en la temporada de no reproducción, la hembra se retira a los bosques. El macho usa una llamada suave para atraer a posibles parejas, luego agarra a la hembra y se aferra cuando ella se cruza en su camino. Si es receptiva, tolerará el amplexo; si no, intentará derribarlo arqueando la columna vertebral. El amplexo puede durar desde unos días hasta unos meses, y la oviposición suele tener lugar en un arroyo poco profundo.
El amplexo puede durar desde unos pocos días a un par de meses, dándose, por lo general, en arroyos superficiales.

### Reproducción

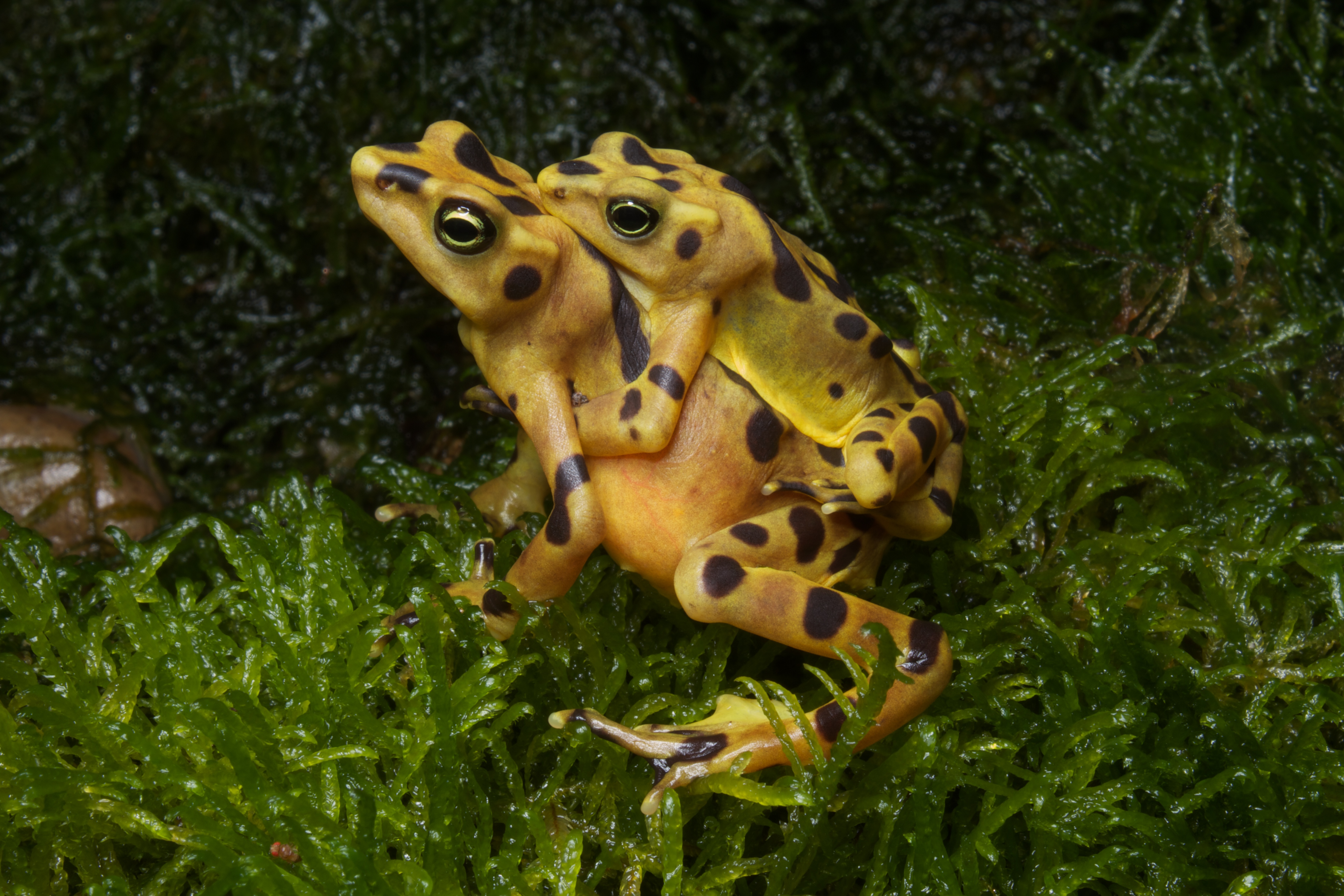
Ranas Doradas apareándose

El macho se acerca a la hembra realizándole una ceremonia de apareamiento, luego este abraza a la hembra para ella poder depositar el huevo en el medio acuático para  que el macho lo fertilice. Una vez fertilizado los huevos solo el 10 a 15% no lograrían eclosionar. El tamaño de los cuerpos de los renacuajo  es de unos 5,8mm de ancho tiene 4,3mm y de longitud 12,2mm  a diferencia de la larva que consta con un cuerpo en forma ovoide, estos son blanco antes de los días de eclosión y  adquieren su coloración después unos días. Comienzan con una coloración  marrón a negro, su vientre se torna de color gris transparente. Luego en su metamorfosis pierden el color dorado y empiezan a salir  siluetas en forma de pecas de color verde oscuro o marrón oscuro y finalmente adquieren su color amarillo intenso u oro brillante con manchas de color negro en su fase  de subadulto de edad.

### Etapas de Crecimiento
El desarrollo de A. zeteki se puede dividir en cuatro etapas: larva o renacuajo, juvenil, subadulto y adulto. Durante la etapa larvaria, los individuos emergen de sus huevos después de 2 a 10 días de desarrollo. Son criaturas enteramente acuáticas en esta etapa y se encuentran en aguas de alrededor de 20 °C y con profundidades de 5 a 35cm. Después de emerger, pasan tiempo descansando en piscinas poco profundas debajo de las cascadas. Dondequiera que se acumule agua en un arroyo, es probable que se encuentren, siempre y cuando esté conectado a canales en movimiento. Los renacuajos, sin embargo, no se aventuran en los canales en movimiento. Aferrándose a las superficies por succión de sus vientres aplanados. Están coloreados de marrón oscuro a negro dorsalmente, con manchas doradas en sus cuerpos. Desarrollan esta coloración negra y dorada a medida que la melanina inunda sus capas dérmicas, dando a las larvas protección contra el sol. Al metamorfosearse, sus manchas doradas son reemplazadas por otras de color verde oscuro. Los renacuajos se alimentan de algas y pasan de 6 a 7 meses desarrollándose y creciendo.

### Toxicidad
La rana dorada panameña tiene una variedad de toxinas, incluidas las bufadienólidas esteroidales y los alcaloides de guanidinio de la clase de las tetrodotoxinas. Se ha descubierto que uno de estos últimos, la zetekitoxina AB, es un bloqueador de los canales de sodio dependientes de voltaje varios órdenes de magnitud más potente que su análogo, la saxitoxina. Su toxina es soluble en agua y afecta las células nerviosas de cualquiera que entre en contacto con ella. Las ranas doradas panameñas usan esta toxina para protegerse de la mayoría de los depredadores. Debido al riesgo de probar el veneno en humanos, se ha hecho con ratones. Grandes dosis pueden ser fatales en 20 o 30 minutos. La muerte es precedida por convulsiones clónicas hasta que cesan las funciones de los sistemas circulatorio y respiratorio.

## Defensa de Depredadores
Cuando A. zeteki se encuentra con un depredador, a menudo agita y levanta el pie hacia el depredador para llamar la atención sobre su impresionante y hermoso color. Este color es una advertencia de su toxicidad, que es suficiente para que un depredador ya no considere a la rana como una comida. Si el depredador continúa acercándose, sin dejarse intimidar por las advertencias de la rana sobre su toxicidad, el movimiento de las patas, a menudo acompañado de vocalizaciones, continuará y aumentará en frecuencia y volumen.
Su toxicidad no es un método de protección infalible, ya que algunos animales, como la serpiente colúbrida Liophis epinephalus, son capaces de metabolizar el veneno de las ranas. Las formas de protegerse de los depredadores y prevenir la depredación son diferentes en sus hábitos diurnos y nocturnos, especialmente porque el veneno por sí solo no protegerá a todos los depredadores. Los machos adultos, que están activos en el suelo durante el día, retroceden hacia los árboles y se posan allí por la noche. Lo más probable es que se trate de un mecanismo de defensa. Si el depredador se acerca de noche, la rana no puede confiar en una estrategia visual para huir. Se posan en los árboles porque les da la ventaja de escuchar a los depredadores que se acercan o sentir su peso en la rama del árbol. El ruido y las ventajas táctiles de trepar a un árbol son mejores que las ventajas de enterrarse en el suelo.

## Cautiverio

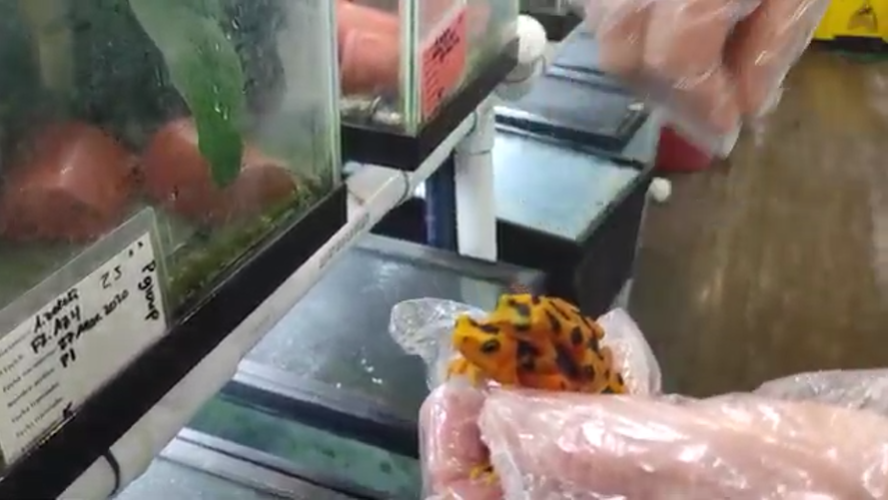
Ranas Doradas en cautiverio.

En 2005 los zoológicos estadounidenses preocupados por la posible extinción de los anfibios en la región de El Valle realizan una operación de rescate para establecer colonias de seguridad de 15 especies de anfibios en el Zoológico de Atlanta y los Jardines Botánicos de Atlanta. El Zoológico de Houston comienza a planificar la construcción de una instalación de reproducción en el país que se llamará Centro de Conservación de Anfibios El Valle (EVACC).
Un año después, como estaba previsto, Bd llegó a El Valle de Antón, hogar de la rana dorada panameña, pero el centro EVACC aún no estaba completo, pero se realizaron operaciones de rescate, albergando temporalmente a los anfibios rescatados en el Hotel Campestre.
La especie fue filmada por la última vez en el medio silvestre en 2007 por la BBC de Historia Natural de la Unidad de la serie "La vida a sangre fría por David Attenborough". Los pocos especímenes restantes se han mantenido en cautiverio y la ubicación de la filmación se mantuvo en secreto para protegerlos de posibles cazadores furtivos.
Las poblaciones de anfibios, incluida la rana dorada, sufrieron importantes descensos, posiblemente debido a la infección causada por el hongo Batrachochytrium dendrobatidis. Otros factores influyentes han sido la pérdida de hábitat y la contaminación. 

### Project Golden Frog
El Proyecto Rana Dorada es un proyecto de conservación que involucra a instituciones científicas, educativas y zoológicas de la República de Panamá y los Estados Unidos. Los resultados previstos de este proyecto incluyen una mayor comprensión de la rana dorada panameña, un esfuerzo coordinado de conservación por parte de agencias gubernamentales y organizaciones no gubernamentales, una mayor conciencia sobre la disminución actual de anfibios a nivel mundial, y una mayor preservación de la tierra para especies amenazadas y en peligro de extinción en todo el mundo. Se han realizado dos esfuerzos significativos para salvar a estas ranas. La Coalición de Conservación para la Recuperación de Anfibios, que comenzó en 2004, exportó los anfibios en peligro de extinción a los EE. UU., creyendo que era un entorno mejor para las especies en peligro de extinción. En 2005, el Zoológico de Houston estableció el Centro de Conservación de Anfibios de El Valle (EVACC) en Panamá, para que las ranas en peligro de extinción pudieran tener instalaciones protegidas en su país natal. EVACC se ha convertido en una atracción turística y las poblaciones de las especies alojadas son vigiladas de cerca por los investigadores.

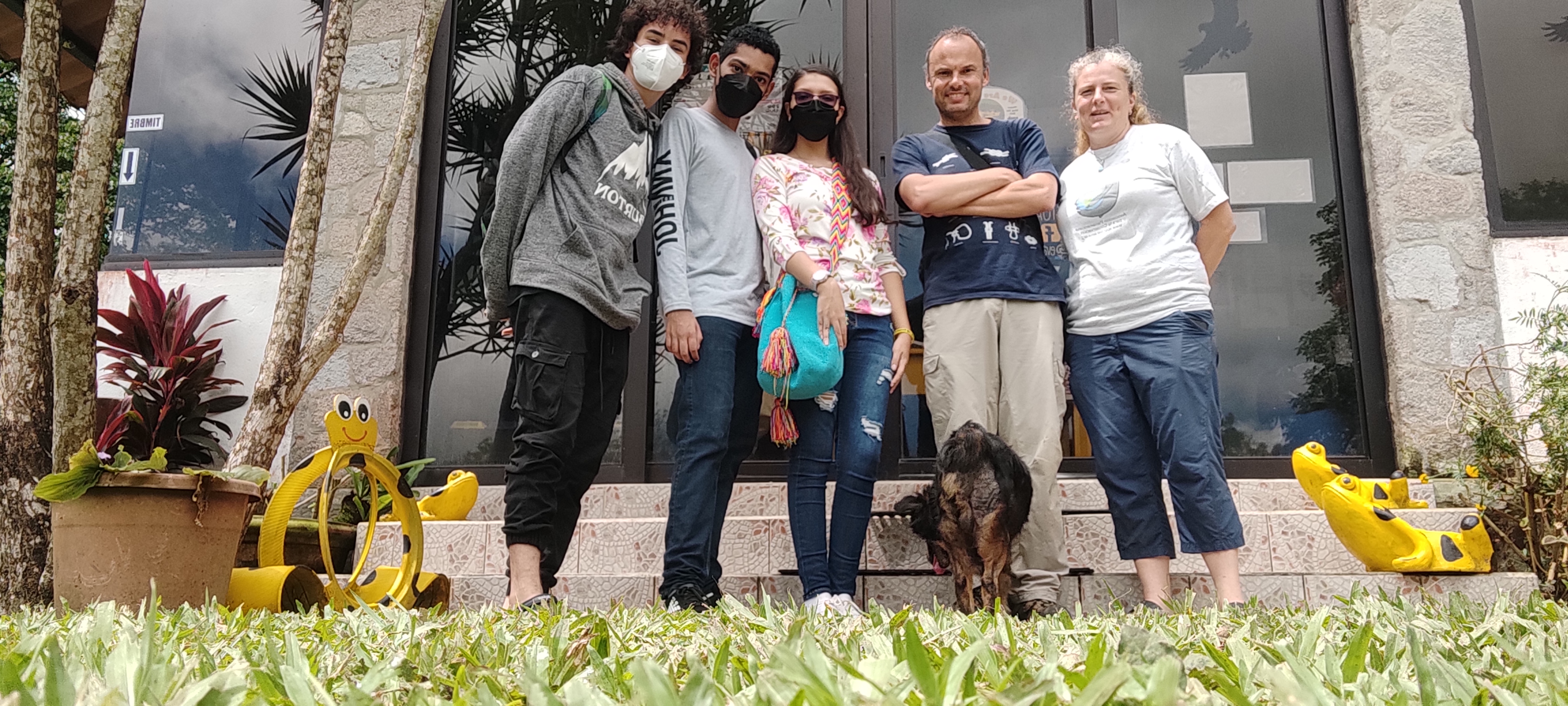
EVACC, El Valle, Panamá

A principios de 2006, EVACC superó su capacidad para albergar ranas doradas. Para continuar con los esfuerzos de recolección, se formó una alianza con el Hotel Campestre en El Valle mediante el cual se cargaron las habitaciones 28 y 29 del resort con terrarios como medida provisional. Más de 300 ranas se mantuvieron en el llamado hotel de la rana dorada y recibieron enjuagues de limpieza diarios, servicio de habitaciones las 24 horas y almuerzos exóticos de grillos especiales hasta que se pudo liberar espacio en el EVACC.

### Experimentación
Antes de la propagación del hongo Batrachochytrium dendrobatidis en el hábitat de la rana dorada, organizaciones conservacionistas recolectaron ranas doradas panameñas y las colocaron en cautiverio. La piel de los anfibios contiene una diversa comunidad bacteriana residente que actúa como mecanismo de defensa en algunos anfibios para inhibir patógenos. Investigadores observaron la comunidad bacteriana de ranas doradas panameñas silvestres y cautivas originarias de la misma población con secuenciación para evaluar cómo el cautiverio a largo plazo ha afectado a esta comunidad. Riqueza de especies, diversidad filogenética y comunidad.
Se encontró que la estructura de la microbiota de la piel era significativamente diferente entre las ranas doradas panameñas silvestres y cautivas. Sin embargo, después de aproximadamente ocho años de vivir en cautiverio, las crías de las ranas doradas panameñas cautivas originales aún comparten 70% de su comunidad microbiana con ranas salvajes. Estos resultados demuestran que las comunidades microbianas asociadas al huésped pueden ser significativamente alteradas por el manejo en cautiverio, pero la mayor parte de la composición de la comunidad se puede preservar.

## Cultura
La rana dorada panameña es un símbolo nacional, aparece en los billetes de lotería del estado, artesanías y arte. En 2010, el gobierno panameño aprobó una ley que reconoce el 14 de agosto como el "Día Nacional de la Rana Dorada". El principal evento de celebración está marcado anualmente por un desfile en las calles de El Valle de Antón y una exhibición de ranas doradas panameñas en el Centro de Conservación de Anfibios de El Valle en el Zoológico de El Níspero, El Valle.
Fueron veneradas por los indígenas precolombinos y las imágenes de esta rana fueron elaboradas en talismanes de oro y arcilla llamados huacas.

## Causas de Peligro de Extinción
El número de esta especie ha disminuido en más del 80 % durante la última década, muy probablemente debido a la quitridiomicosis. También está amenazado por factores como:
- La ecolección de zoológicos y hoteles locales
- Comercio ilegal

- Alteración y pérdida general del hábitat
- Urbanización
- Perturbación o muerte por tráfico vehicular
- Pesticidas, fertilizantes y contaminantes locales